# فنار

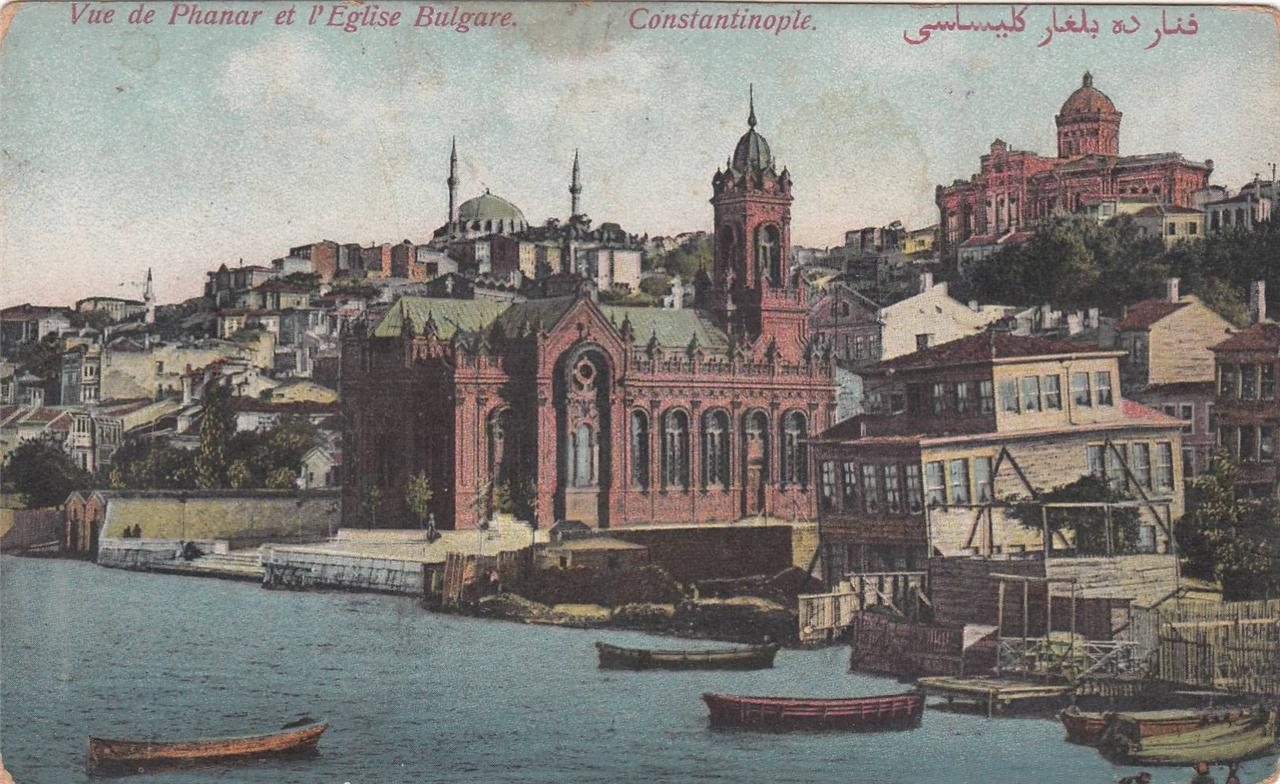
نگاره‌ای از کلیسای بلغار فنار (در بالای نگاره به ترکی عثمانی نوشته‌است فنار ده بلغار کلیساسی) متعلق به سال ۱۹۰۰ میلادی

فنار نام محله‌ای در ناحیه فاتح در شهر استانبول ترکیه است. خیابان‌های این محله پر است از قصرها، کلیساها و کنیسه‌های قدیمی چوبی که متعلق به دوران امپراطوری روم شرقی و عثمانی هستند. قصرهایی که در گذرگاه‌های اصلی و ساحل قرار دارند بیشتر از چوب‌های آورده‌شده از پنطس و ساحل دریای سیاه ساخته‌شده‌اند.
پس از سقوط قسطنطنیه فنار به خانه یونانیان شهر مبدل شد. اسقف قسطنطنیه به این محل منتقل شد و تا امروز نیز در این محل قرار دارد. به همین خاطر فنار برای اشاره به اسقفی عموم به کار می‌رود همچنانکه واتیکان برای اشاره به سریر مقدس کلیسای کاتولیک روم استفاده می‌شود. در طول امپراطوری عثمانی یونیان ساکن فنار که با عنوان فناریان شناخته می‌شدند از همکاران اصلی سلطان در بسیاری از جایگاه‌ها و دفترها بودند. فناریان ثروتمند به عنوان حاکم ولایات اروپایی عثمانی انتخاب می‌شدند.

## نگارخانه

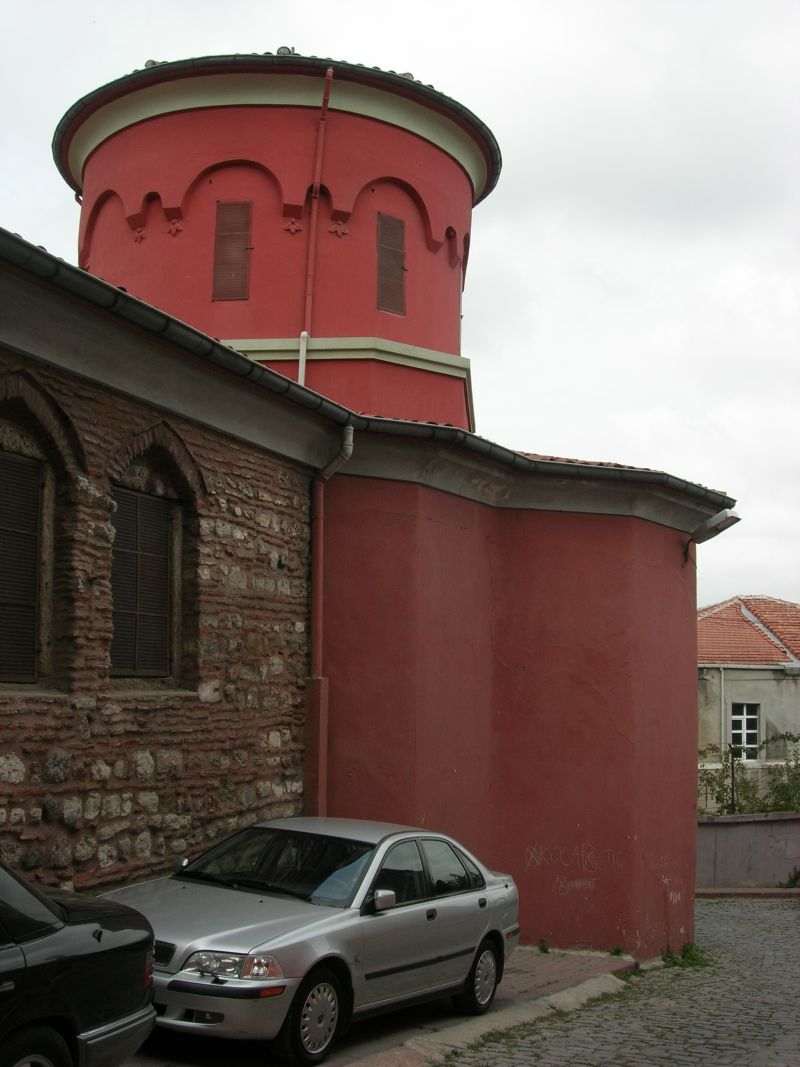
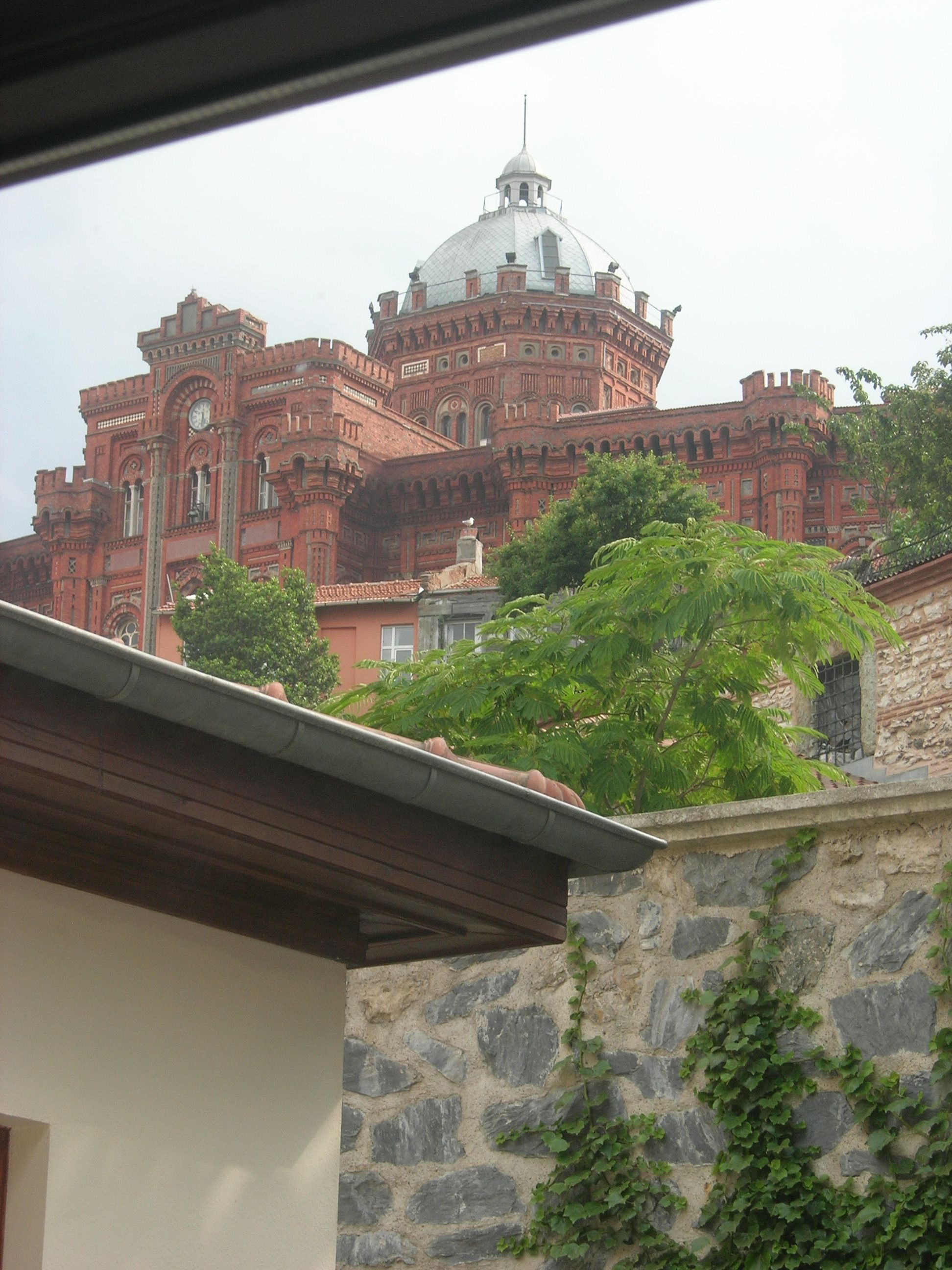
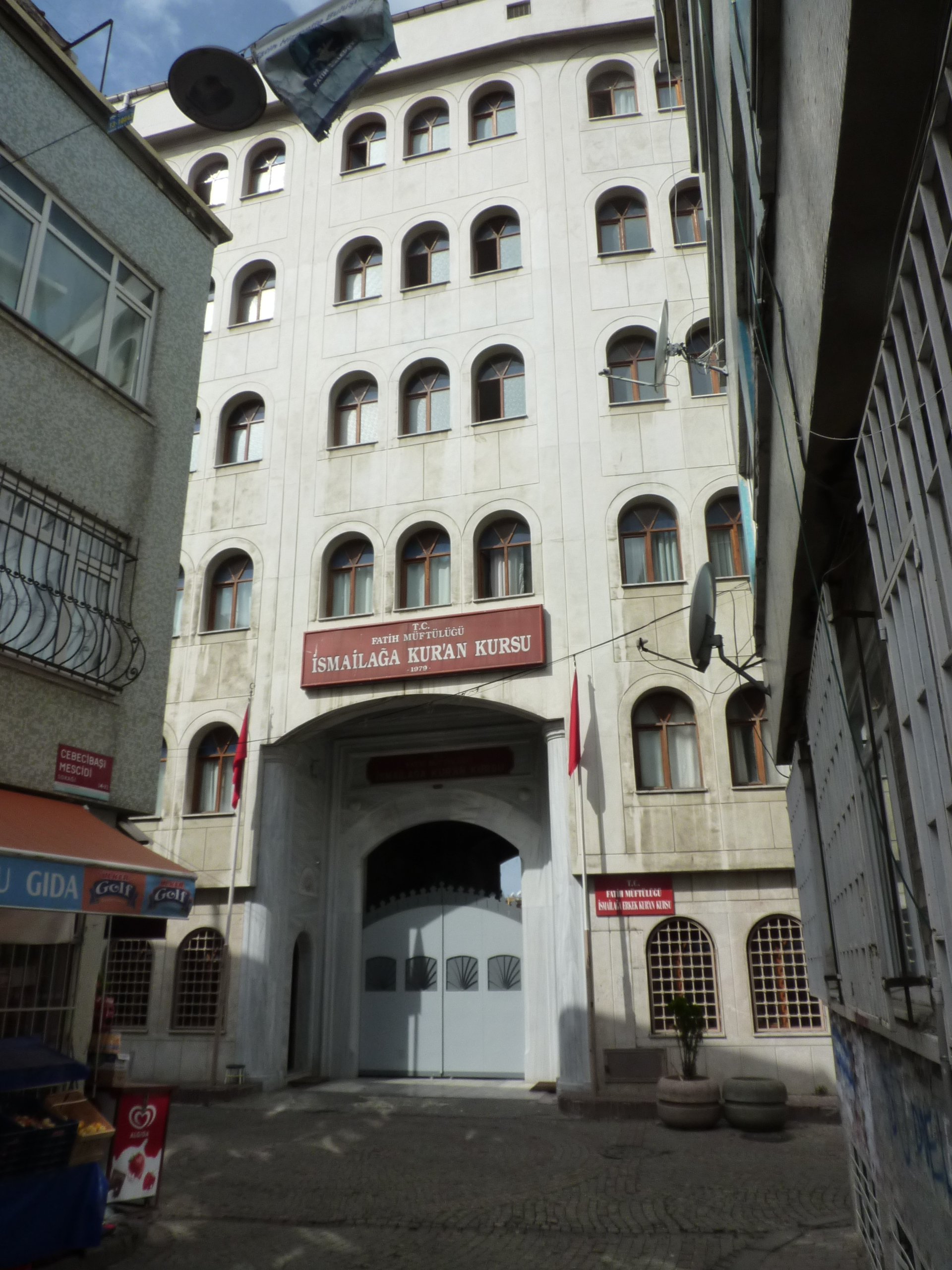
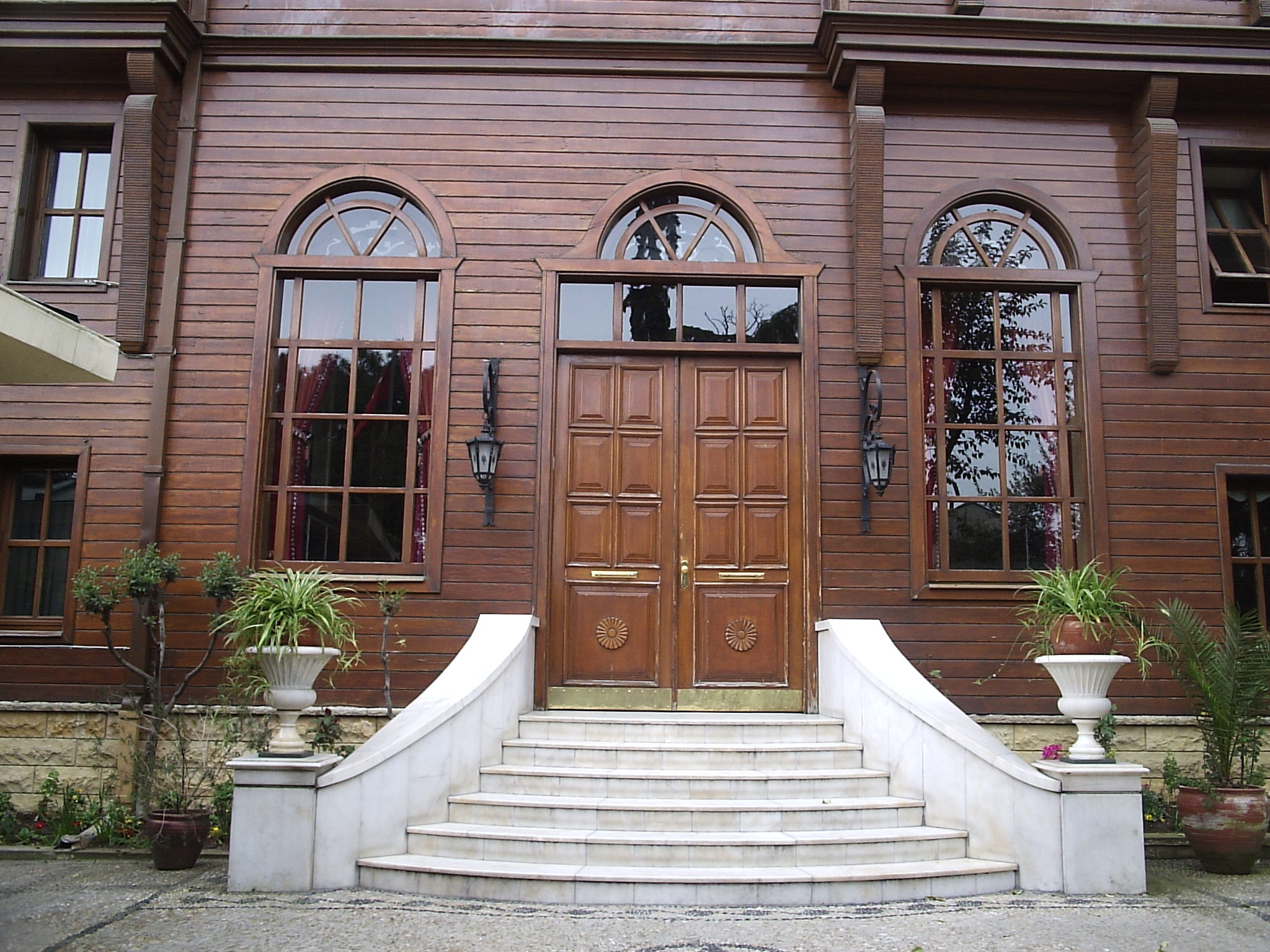